# Stapelia obducta
Stapelia obducta är en oleanderväxtart som beskrevs av Leslie Larry Charles Leach. Stapelia obducta ingår i släktet Stapelia och familjen oleanderväxter. Inga underarter finns listade i Catalogue of Life.